# Hypotrisula
Hypotrisula là một chi bướm đêm thuộc họ Erebidae.